# 1968 à la télévision
| Années de la télévision : 1965 - 1966 - 1967 - 1968 - 1969 - 1970 - 1971    |
| Décennies de la télévision : 1930 - 1940 - 1950 - 1960 - 1970 - 1980 - 1990 |

Cet article présente les faits marquants de l'année 1968 à la télévision.

## Événements

### France
- 1er octobre : Introduction de la publicité sur la première chaîne de l'ORTF.

### Suisse
- Introduction de la couleur

## Émissions
- 15 avril : Dernière de l'émission Paris-Club sur Première chaîne de l'ORTF.
- 3 mai : Dernière de l'émission des Cinq colonnes à la Une sur Première chaîne de l'ORTF.
- 8 mai : Dernière de l'émission Lectures pour tous (émission de télévision) sur Première chaîne de l'ORTF.
- 13 juillet : Dernière de l'émission Au-delà de l'écran sur Première chaîne de l'ORTF.
- 10 septembre : Première de l'émission Midi Magazine sur Première chaîne de l'ORTF.
- 12 septembre : Première de l'émission Ohé jeudi ! sur Première chaîne de l'ORTF.
- 25 septembre : Première de l'émission Eurêka (émission de télévision) sur Première chaîne de l'ORTF.

## Séries télévisées

### États-Unis
- 20 février : diffusion du premier épisode de Columbo sur NBC
- 15 septembre : diffusion du premier épisode des Aventures imaginaires de Huckleberry Finn sur NBC
- 20 septembre : diffusion du premier épisode d'Hawaï police d'État sur CBS
- 21 septembre : diffusion du premier épisode d'Auto-patrouille sur NBC
- 22 septembre : diffusion du premier épisode d'Au pays des géants sur ABC
- 23 septembre : diffusion du premier épisode des Bannis sur ABC
- 28 septembre : diffusion du premier épisode des Fous du volant sur CBS

### France
- 29 avril : diffusion du premier épisode des Shadoks sur la deuxième chaîne l'ORTF à 20h30. Ce dessin animé novateur et caustique, créé par Jacques Rouxel avec la voix du comédien Claude Piéplu, va diviser les Français entre ceux qui aiment et ceux qui détestent.

## Principales naissances
- 14 janvier : Florian Gazan, animateur vedette de l’émission Le 6/9 sur NRJ.
- 8 février : Gary Coleman, acteur américain († 28 mai 2010).
- 18 février : Molly Ringwald, actrice américaine, membre du Brat Pack.
- 31 mars : Yann Moix, écrivain français.
- 8 avril : Patricia Arquette, actrice, productrice et réalisatrice américaine.
- 13 mai : Bruno Tuchszer, comédien français.
- 23 mai : Philippe Verdier, journaliste français.
- 11 juin : Louis Laforge, journaliste français.
- 16 juin : Olivier Truchot, journaliste français.
- 25 juin : Pierre-François Martin-Laval, acteur, réalisateur et metteur en scène français.
- 8 juillet : Michael Weatherly, acteur américain.
- 4 août : Daniel Dae Kim, acteur américain/Coréen
- 12 septembre : Zidani, comédienne et humoriste belge.
- 25 septembre : Will Smith, acteur américain.
- 5 novembre : Seth Gilliam, acteur américain.
- 25 novembre : Rick Venable, producteur, scénariste et réalisateur américain.
- 14 décembre : Noelle Beck, actrice américaine.

## Principaux décès
- 18 janvier : Bert Wheeler, acteur américain (° 7 avril 1895)